# Фольвейлер, Георг Якоб
Георг Якоб Фольвейлер (нем. Georg Jacob Vollweiler, в ряде источников ошибочно Иоганн Георг Фольвейлер; 29 ноября 1770, Эппинген — 17 ноября 1847, Гейдельберг) — немецкий композитор, теоретик музыки и музыкальный педагог. Отец Карла Фольвейлера.

## Биография
С 1786 года изучал музыку в Гейдельберге, затем служил виолончелистом в оркестре Мангейма, откуда в начале 1790-х годах перебрался в Оффенбах как сотрудник музыкального издательства Иоганна Андре и учитель музыки его сына Иоганна Антона. В 1805—1807 годах возглавлял отделение издательской фирмы Андре в Лондоне, затем вернулся в Оффенбах и работал в том же издательстве до 1818 года. В дальнейшем преподавал в различных городах Германии, среди его учеников, в частности, Фердинанд Хиллер и Георг Алоис Шмитт.
Как теоретик и педагог Фольвейлер ставил своей задачей упрощение теоретических систем И. Ф. Кирнбергера и Ф. В. Марпурга. Ему принадлежат учебник игры на клавире (нем. Anleitung zum Elementarunterricht im Klavierspiel; 1844), сборник песен для школьного обучения вокалу, камерная музыка.